# Étoile Carouge FC
El Étoile-Carouge FC es un club de fútbol de la ciudad suiza de Ginebra. Fundado en 1904 como el "Football Club Carouge", es el segundo club más importante del cantón de Ginebra. 
Disputa sus encuentros en el Stade de Fontenette desde el año 1966. 
Juega en estos momentos en la 2ª división del fútbol suizo, la Challenge League.

## Uniforme
- Uniforme titular: Camiseta, pantalón y medias azules con ribetes negras.
- Uniforme alternativo: Camiseta, pantalón y medias blancas.

## Palmarés
- Promotion League (1): 2024.[1]